# Siège de la haute présidence de la province de Rhénanie
Le siège de la haute présidence de la province de Rhénanie abritait le haut président de la province prussienne de Rhénanie à Coblence. Le bâtiment a été construit de 1907 à 1910 selon les plans de Richard Saran sur la base des projets préliminaires de l'arpenteur, Alfred Bohnstedt. 
L'édifice a été inspiré par les réalisations de Johann Balthasar Neumann et Johannes Seiz et devait faire allusion au passé de ses propres électeurs[pas clair]. De 1920 à 1929, le bâtiment a abrité la présidence du Haut comité sur le Rhin de la Commission inter-alliés.
Le 6 novembre 1944, lors d'un raid aérien sur la ville, le bâtiment est endommagé avant d'être restauré en 1947. 
Depuis 2002, le siège de la haute présidence de la province de Rhénanie fait partie du patrimoine mondial de l'UNESCO dans la vallée du Rhin moyen.